# 山本兼平
山本 兼平（やまもと かねひら、1977年5月9日 - ）は、日本の声優、舞台俳優。旧芸名ヤマモト ヒロフミ。東京都出身。EARLY WING所属。

## 人物
趣味・特技は登山、折り紙、ドット絵。

## 出演
太字はメインキャラクター。

### テレビアニメ
2010年
- 俺の妹がこんなに可愛いわけがない（担任教師）
- けいおん!!（アナウンス）

2011年
- アスタロッテのおもちゃ!（ブリーフマン、係員）
- いつか天魔の黒ウサギ（軍の男）
- 君と僕。（2011年 - 2012年、オヤジ1、男子生徒2） - 2シリーズ
- 世界一初恋（来賓、配達員） - 2シリーズ
- 戦国☆パラダイス -極-（加藤清正）
- デッドマン・ワンダーランド（刑事、実況、官吏、G棟看守、情報屋、看守、秋山、墓守隊員）
- ドラゴンクライシス!
- 夏目友人帳 シリーズ（2011年 - 2016年、親戚のおじさん、教師、鬼猿面の妖怪、朱遠一行の角妖怪） - 3シリーズ
- ぬらりひょんの孫 千年魔京（神主、妖怪、珱姫の父、鬼童丸の部下、陰陽師、骸輪車、京妖怪、鬼一口、奴良組妖怪）
- 真剣で私に恋しなさい!!（総理）

2012年
- あっちこっち（GJの声、電車）
- アルカナ・ファミリア -La storia della Arcana Famiglia-（店主、船員、モレノ、店長、兵士、部下A）
- イクシオン サーガ DT（コテッツァー・ヤマモットー）
- 妖狐×僕SS（男1、男性、凜々蝶の父、酔っ払いの男、男性教師、TVナレーション）
- 織田信奈の野望（津田宗及、三好政康）
- クイーンズブレイド リベリオン（店主）
- この中に1人、妹がいる!（グランベリオン、理事、男子生徒）
- シャイニング・ハーツ 〜幸せのパン〜（男A、客1、男C、小隊長、男、衛兵、警備兵B、兵士）
- ジョジョの奇妙な冒険（2012年 - 2013年、大男、若者A、御者吸血鬼A、ゾンビ司令官、牧師）
- じょしらく（配達人、プロデューサー）
- 新世界より（2012年 - 2013年、ミノシロモドキ、スクォンク、クィーチー、寂静）
- つり球
- となりの怪物くん（教頭、サメジマ、試験官、講師）
- To LOVEる -とらぶる- ダークネス（研究者）
- NARUTO -ナルト- SD ロック・リーの青春フルパワー忍伝（2012年 - 2013年、ボス、博徒、抜け忍リーダー、敵忍、忍 他）
- ポケットモンスター ベストウイッシュ シーズン2（トレーナー）
- ポヨポヨ観察日記
- まじっく快斗（犯人、司会、機動隊員、隊員）

2013年
- 蒼き鋼のアルペジオ -アルス・ノヴァ-（司令官、武装兵B、オペレーターB）
- AKB0048 next stage（客B、アナウンサー）
- 俺の彼女と幼なじみが修羅場すぎる（男B）
- カーニヴァル（一狼三）
- ガリレイドンナ（ジョルジョ）
- 義風堂々!! 兼続と慶次（大男、商人、近習）
- ぎんぎつね（亀の神使、村上斬蔵）
- 銀の匙 Silver Spoon（2013年 - 2014年、目黒海斗、野球部監督、客C） - 2シリーズ
- 幻影ヲ駆ケル太陽（心崎健吾、代議士、店員、クレシドラの番人）
- ゴールデンタイム（教師、警察官2）
- 琴浦さん（門下生B、老人）
- 殺し屋さん（殺し屋さんの同業者2）
- Super Seisyun Brothers -超青春姉弟s-（老人）
- ストライク・ザ・ブラッド（三聖）
- 閃乱カグラ（2013年 - 2018年、半蔵） - 2シリーズ
- 鉄人28号ガオ!（敷島博士、フランケン校長、ブラック団ボス、村雨健次、村雨竜作、ニコポユスキー 他）
- とある科学の超電磁砲S（研究員）
- 凪のあすから（青年会F）
- はいたい七葉（原住民C、台風）
- ミルキィホームズ シリーズ（2013年 - 2015年、上司②、老人A） - 2シリーズ
- ぼくは王さま（ツウ大臣、兵隊）
- まおゆう魔王勇者（村人A、酒場の主人、遠征軍士官C、将官）
- マギ シリーズ（2013年 - 2014年、長老、ゲムナー、貴族官僚B、生徒B、イグナティウス 他） - 2シリーズ

2014年
- アイカツ!（記者）
- アカメが斬る!（ゲバゼ）
- アルドノア・ゼロ（2014年 - 2015年、警備兵、ロカイリーダー） - 2シリーズ
- ウィザード・バリスターズ 弁魔士セシル（鈴井）
- M3〜ソノ黒キ鋼〜（自衛官B、役員B、自衛隊隊長）
- 俺、ツインテールになります。（ケルベロスギルディ）
- 彼女がフラグをおられたら（天使A）
- グリザイアシリーズ（2014年 - 2015年、刑事、誘拐犯、銀行員、監視兵） - 2シリーズ
- 健全ロボ ダイミダラー（ペンギンコマンド）
- PSYCHO-PASS サイコパス 2（役人）
- 四月は君の嘘（2014年 - 2015年、教師、スタッフ、担任教師）
- 白銀の意思 アルジェヴォルン（ガルムワン、幹部、アマギ大尉）
- ジョジョの奇妙な冒険 スターダストクルセイダース（2014年 - 2015年、多数の脇役、運転手） - 2シリーズ
- 精霊使いの剣舞（アナウンス）
- 世界征服〜謀略のズヴィズダー〜（紳士、司令、おっさんA、都軍兵A）
- ソードアート・オンライン シリーズ（2014年 - 2019年、餓丸、討伐隊、予想屋、ガスフト、謎の顔） - 3シリーズ
- 天体のメソッド（観光客）
- デート・ア・ライブII（男）
- ノラガミ（2014年 - 2015年、サラリーマン、邦弥） - 2シリーズ
- ハイキュー!!（2014年 - 2020年、直井学） - 3シリーズ
- まじっく快斗1412（座長 他）
- 魔弾の王と戦姫（騎士隊長、貴族）
- 蟲師 続章（柾の父、村人、男）
- LOVE STAGE!!（伸一郎、山田ケンタ）

2015年
- アルスラーン戦記（2015年 - 2016年、兵士、バシュミル） - 2シリーズ
- 暗殺教室（大野、アクターB）
- オーバーロード（2015年 - 2022年、神官長、傭兵、プルトン・アインザック、レイモン・ザーグ・ローランサン） - 2シリーズ
- がっこうぐらし!（客A）
- 銀魂゜（映画館係員）
- GATE 自衛隊 彼の地にて、斯く戦えり（2015年 - 2016年、指揮官、桑原惣一郎） - 2シリーズ
- コメット・ルシファー（列の人）
- Charlotte（監視員C、古木、ボディガードB）
- 純潔のマリア（傭兵隊長、フランス隊長、村長）
- Dance with Devils（祖父）
- デュラララ!!×2（2015年 - 2016年、レポーター、風本隆秋、池袋の声、男性、徒橋の父 他） - 3シリーズ
- 電波教師（校長）
- 美男高校地球防衛部LOVE!（先生、生徒B）
- プラスティック・メモリーズ（柳ユタカ）
- 放課後のプレアデス（用務員）
- 乱歩奇譚 Game of Laplace（過激派B）

2016年
- Re:ゼロから始める異世界生活（2016年 - 2024年、リザードマン店主、男、ギャレク、黒竜） - 2シリーズ - 2020年に第1期新編集版が放送
- アクティヴレイド -機動強襲室第八係-（老人A、本部長） - 2シリーズ
- 亜人（運転手、ディレクター、警官、近藤、木戸 他）
- 終末のイゼッタ（ゲール兵A、ギュンター、ベーア、キルシュバウム店主、マグヌス9世 他）
- シュヴァルツェスマーケン（アルノルト・レーベン）
- タイムトラベル少女〜マリ・ワカと8人の科学者たち〜（ジェームズ）
- Dimension W（電々堂店主、総裁、グレンデル隊員）
- 91Days（コック、ハンター、部下、バーテン、店主、デルトロ、男）
- ねじまき精霊戦記 天鏡のアルデラミン（ニルヴァ・ギン）
- ハルチカ〜ハルタとチカは青春する〜（獅子）
- ビッグオーダー（斉藤シェフ）
- 一人之下 the outcast（張予徳）
- ブブキ・ブランキ（総理大臣）
- 文豪ストレイドッグス（男達）
- 僕だけがいない街
- ももくり（モンスター男）

2017年
- ACCA13区監察課（ペリー）
- 月がきれい（連雀町の人）
- ようこそ実力至上主義の教室へ（2017年 - 2024年、坂上数馬） - 2シリーズ
- キノの旅 -the Beautiful World- the Animated Series（初老男）
- 結城友奈は勇者である -鷲尾須美の章-
- 食戟のソーマ 餐ノ皿（緋沙子の父）

2018年
- グランクレスト戦記（メスト・ミードリック）
- ゴールデンカムイ（囚人）
- うちのウッチョパス（ゆきおとこ）
- グラゼニ（吉木）
- ピアノの森（2018年 - 2019年、ヤシンスキ） - 2シリーズ
- ガンダムビルドダイバーズ（クルト）
- ちおちゃんの通学路（暴走族）
- アンゴルモア 元寇合戦記（カラウン）
- 七星のスバル（シモン）
- 転生したらスライムだった件（2018年 - 2024年、村長→リグルド） - 4シリーズ
- 軒轅剣 蒼き曜（弁辰国大使）

2019年
- Fairy gone フェアリーゴーン（ユルゲン・ドーン） - 2シリーズ
- 魔王様、リトライ!（オ・ウンゴール）
- 炎炎ノ消防隊（節男宮本）
- ロード・エルメロイII世の事件簿 -魔眼蒐集列車 Grace note-（2019年 - 2021年、ジャンマリオ・スピネッラ） - 1シリーズ + 特別編
- おしりたんてい（カワウソ男）
- ダンジョンに出会いを求めるのは間違っているだろうかII（村人）
- Dr.STONE（2019年 - 2023年、ヤコフ・ニキーチン） - 2シリーズ
- 慎重勇者〜この勇者が俺TUEEEくせに慎重すぎる〜（ベル＝ブブ）
- 放課後さいころ倶楽部

2020年
- バビロン（トマス・ブラッドハム）
- pet（守衛）
- 富豪刑事 Balance:UNLIMITED（警視総監）
- アラド:逆転の輪（征服者カシヤス）
- ハクション大魔王2020（ブルゴン）
- あひるの空（安藤監督）
- キングスレイド 意志を継ぐものたち（2020年 - 2021年、シュミッド）
- 戦翼のシグルドリーヴァ（首脳、クラウディアの父）

2021年
- BEASTARS（老ヤギ）
- 装甲娘戦機（A国要人）
- 転生したらスライムだった件 転スラ日記（リグルド）
- 戦闘員、派遣します!（地のガダルカンド）
- 憂国のモリアーティ（ロナルド・ロリンソン男爵）
- スーパーカブ（事務員）
- 擾乱 THE PRINCESS OF SNOW AND BLOOD
- ドラゴンクエスト ダイの大冒険 (2020)（2021年 - 2022年、アキーム）
- 現実主義勇者の王国再建記（2021年 - 2022年、グレイヴ・マグナ） - 2シリーズ
- 86-エイティシックス-（2021年 - 2022年、リヒャルト・アルトナー）

2022年
- 怪人開発部の黒井津さん（一郎）
- 境界戦機（コリン・ディアロ）
- 異世界迷宮でハーレムを（武器屋店長、ハルツ）
- はたらく魔王さま!!（チリアット）

2023年
- あやかしトライアングル（筋森益荒男）
- シュガーアップル・フェアリーテイル（グレン・ペイジ）
- 無職転生 II 〜異世界行ったら本気だす〜（コンラート）
- BLEACH 千年血戦篇-訣別譚-（死神）
- アンデッドアンラック（アクスリーダー）

2024年
- 最弱テイマーはゴミ拾いの旅を始めました。（タブロ）
- となりの妖怪さん（百合の父親）
- 狼と香辛料 MERCHANT MEETS THE WISE WOLF（商人）

2025年
- 誰ソ彼ホテル（支配人）
- SAKAMOTO DAYS（ピッツァ中島）
- 俺だけレベルアップな件 Season 2 -Arise from the Shadow-（石田）
- TO BE HERO X（チョン・ヤオジン）
- 九龍ジェネリックロマンス（陳）
- アポカリプスホテル（教育担当者）

### 劇場アニメ
2011年
- 蛍火の杜へ（影）

2013年
- 聖☆おにいさん（コンビニ店長）

2014年
- THE IDOLM@STER MOVIE 輝きの向こう側へ!（カメラマン）
- PERSONA3 THE MOVIE #2 Midsummer Knight's Dream（岳羽詠一郎）

2015年
- 劇場版 蒼き鋼のアルペジオ -アルス・ノヴァ- DC
- 劇場版 PSYCHO-PASS サイコパス（ブン）
- デジモンアドベンチャー tri.（2015年 - 2017年）
- ハイキュー!! 終わりと始まり（直井学）
- バケモノの子
- PERSONA3 THE MOVIE #3 Falling Down（岳羽詠一郎）

2016年
- PERSONA3 THE MOVIE #4 Winter of Rebirth（岳羽詠一郎）
- ポッピンQ（大道雄三）

2017年
- 結城友奈は勇者である -鷲尾須美の章- 第1章「ともだち」
- GODZILLA（2017年 - 2018年、タケシ・J・ハマモト） - 3部作

2021年
- 復興応援 政宗ダテニクル 合体版＋（2021年、猿面）

2022年
- 劇場版 転生したらスライムだった件 紅蓮の絆編（リグルド）

2024年
- 劇場版ハイキュー!! ゴミ捨て場の決戦（直井学）

### OVA
2009年
- SEX PISTOLS（ホイットマン）

2010年
- くっつきぼし

2011年
- デッドマン・ワンダーランド（巡査）

2012年
- 聖☆おにいさん（弟子B）

2013年
- OVAの中に1人、妹がいる!（凛香の父）
- じょしらく（町内会長）※原作第5巻OAD付き特装版
- 華ヤカ哉、我ガ一族 キネトグラフ（はるの父）
- ひぐらしのなく頃に拡 〜アウトブレイク〜（鰯）

2014年
- To LOVEる -とらぶる- ダークネス（男性アナウンサー）※原作コミックス第12巻OAD付き限定版

2015年
- ハイキュー!!（2015年 - 2020年、直井学） - コミックス第15巻アニメDVD付き予約限定版、OVA『陸 VS 空』

2016年
- 亜人「中村慎也事件」（木戸）※「亜人」単行本第8巻限定版
- 食戟のソーマ タクミの下町合戦（もんじゃ屋店主）※コミックス第18巻DVD付き限定版
- 『デュラララ!!×2 結』外伝!? 第19.5話「デュフフフ!!」（サラリーマン）

2019年
- 転生したらスライムだった件 OAD（2019年 - 2020年、リグルド） - 漫画版第12・13・14巻限定版付属

2024年
- コードギアス 奪還のロゼ（漣士郎）

### Webアニメ
- 政宗ダテニクル（2016年、猿面）
- ケンガンアシュラ（2019年 - 2023年、義武啓郎[29]） - 3シリーズ[一覧 27]
- オルタード・カーボン:リスリーブド（2020年、シンジ[30]）
- ガンダムビルドダイバーズRe:RISE（2020年、クルト）
- じゃんたま カン!!（2024年、組長）

### ゲーム
2002年
- 絶体絶命都市（須藤真幸）

2003年
- 三洋パチンコパラダイス9 〜新海おかわりっ!〜（銀玉の狼）

2005年
- 三洋パチンコパラダイス11 〜新海とさらば銀玉の狼〜（銀玉の狼、連チャンの虎）
- パチパラ12 〜大海と夏の思い出〜（主人公・男）
- 必殺裏稼業（帯刀鏡二郎）
- ポンコツ浪漫大活劇バンピートロット（ダッドリー）

2006年
- 絶体絶命都市2 -凍てついた記憶たち-（須藤真幸）
- パチパラ13 〜スーパー海とパチプロ風雲録〜（須藤真幸）

2007年
- グリムグリモア（シャルトリューズ・グランド）
- パチパラ14 〜風と雲とスーパー海IN沖縄〜（梶博哉、菅尚仁、須藤真幸）
- ふるふるぱーく（アフロ）

2008年
- ポンコツ浪漫大活劇バンピートロット ビークルバトルトーナメント（カイトス）

2009年
- 地獄少女 澪縁（松方信彦、草尾雅春、篠崎兵馬）
- なりそこない英雄譚〜太陽と月の物語〜（水の神官 アラネイ）
- R-TYPE TACTICS II -Operation BITTER CHOCOLATE-（ディートリヒ・アッテルベリ）

2010年
- アガレスト戦記2（シュバルツ）
- 戦極姫2嵐 -百華、戦乱辰風の如く-（百武賢兼、山本勘助、今川義元、十河一存）
- 戦極姫2炎 -百華、戦乱辰風の如く-（百武賢兼、山本勘助、今川義元、十河一存）
- デュラララ!! 3way standoff（横田溝一郎）

2011年
- アンジェリーク 魔恋の六騎士（アンガス）
- 学園ヘタリア Portable
- 三極姫〜三国乱世・覇天の采配〜（劉備玄徳）
- 閃乱カグラ -少女達の真影-（半蔵、村雨）
- 白衣性恋愛症候群
- FAIRY TAIL PORTABLE GUILD 2（アバター男E）
- 魔界戦記ディスガイア4（ネモ）※最終話に登場する全ての雑魚モンスターのボイスも担当
- 魔界戦記ディスガイア4 フーカ＆デスコ編はじめました。（ネモ）
- ラグナロク 〜光と闇の皇女〜（主人公）

2012年
- オレは少女漫画家（岩原龍那、副編集長）
- 源狼 GENROH（平宗盛）
- ストリートファイター X 鉄拳（ポール）
- 閃乱カグラ Burst -紅蓮の少女達-（半蔵、村雨）
- 戦極姫3〜天下を切り裂く光と影〜（PSP版）（山本勘助、今川義元、古田織部、村上通康、百武賢兼）
- ソウルマスター（クラウス）
- 東京バベル（ルキフグス）
- パチパラ3D大海物語2 パチプロ風雲録・花 〜希望と裏切りの学園生活〜（主人公〈プレイヤー〉）
- Borderlands 2（アクストン）

2013年
- 閃乱カグラ SHINOVI VERSUS -少女達の証明-（半蔵、村雨）
- ソードアート・オンライン -インフィニティ・モーメント-
- ジョジョの奇妙な冒険 オールスターバトル（カーズの手下A）
- 剣が君（朝倉宣正）

2014年
- 戦場の円舞曲（ギード）
- 閃乱カグラ2 -真紅-（半蔵、村雨）
- ソードアート・オンライン -ホロウ・フラグメント-
- ディアブロ III
- デカ盛り 閃乱カグラ（半蔵）
- 魔界戦記ディスガイア4 Return（ネモ）

2015年
- ジョジョの奇妙な冒険 アイズオブヘブン（警官屍生人A、吸血鬼A、正義が動かす死体A）
- ソードアート・オンライン -ロスト・ソング-
- 灰色都市 32人の容疑者（万城目邦彦）
- POSSESSION MAGENTA（坂上貴一）
- レインボーシックスシージ（ドク）
- コール オブ デューティ ブラックオプス3（Ruin（ルイン））

2016年
- ストリートファイターV（予言する戦士、グーハウ幹部A、警察官）
- 赤い砂堕ちる月（私兵）
- サモンナイト6 失われた境界たち（イリデルシア）
- クロスワールド（ホルス）
- 神獄塔 メアリスケルター（2016年 - 2018年、十島博士） - 2作品

2017年
- 閃乱カグラ PEACH BEACH SPLASH（Mr.K / 霧夜）
- ガンガンピクシーズ（管理人）
- 雷電V Director's Cut（リチャード・マクスウェル）
- 塔亰Clanpool（西園寺ヨシトキ）
- グランブルーファンタジー（2017年 - 2023年、星骸、レオニス、キャスパリーグ、嗟嘆）

2018年
- 竜星のヴァルニール（ジャイーガ）
- 月煌－Luster－（ワシントン、アケチ、ベンゲレール、ヴァイザー）

2019年
- アトリエオンライン 〜ブレセイルの錬金術士〜（ゴールデンロッド）
- ラングリッサーI&II（イルザック、エグベルト）

2020年
- グランブルーファンタジー ヴァーサス（帝国兵）
- ファイナルファンタジーVII リメイク
- ソードアート・オンライン アリシゼーション リコリス
- 神獄塔 メアリスケルターFinale（ジャバウォック）

2021年
- 四ツ目神 -再会-（相良修二）

2022年
- タクティクスオウガ リボーン（ゲンゾウ）

2023年
- Edge of Eternity（レイナン）
- インフィニティ ストラッシュ ドラゴンクエスト ダイの大冒険（アキーム）
- グランブルーファンタジー ヴァーサス -ライジング-（帝国兵）
- ヒラヒラヒヒル（加鳥周平）

2024年
- グランブルーファンタジー リリンク
- ペルソナ3 リロード（岳羽詠一朗、竹ノ塚）
- ドラゴンクエストX 未来への扉とまどろみの少女 オンライン（ジア・ガルネ、ダウワース）
- 転生したらスライムだった件 テンペストストーリーズ（リグルド）
- Death end re;Quest Code Z（シズ・メロニスの教団員、アファシス教団員、ヴィクトル 他）

2025年
- 東京放課後サモナーズ（ガーゴイル）

- 届けろ！戦え！カラミティエンジェルズ(ベアード)

### アダルトゲーム
2004年
- 鉄腕がっちゅ!（戦闘員♂）

2005年
- あやかしびと（鴉天狗）
- いただきじゃんがりあんR

2007年
- 青空がっこのせんせい君。

2008年
- クロノベルト-あやかしびと&BulletButlersクロスオーバーディスク-（鴉天狗、レギオン）

2010年
- キサラギGOLD★STAR
- 巨乳魔女（天摩厳一郎）
- すてぃ〜るMyはぁと -Rhapsody of moonlight-

2011年
- 極道の花嫁（鶴田宏）
- シキガミ（アテルイ）
- 漆黒のシャルノス -What a beautiful tomorrow- Fullvoice ReBORN Edition（チャペック博士）
- 黙って私のムコになれ!（黒岩進）
- 魔法神姫リリカ（ハンプティー、山本万作、イモムシ）

2012年
- 黄雷のガクトゥーン〜What a shining braves〜（ウィルヘルム・ライヒ、テオドール・リュパン）
- 巨乳ファンタジー2（ガラハット2世）
- 決戦!乙女たちの戦場3〜電撃作戦!戦果はエースの名のもとに〜（鬼瓦鉄二、弘瀬源志、ミゲル・ゲッター）
- 恋色マリアージュ（秋吉鉄五郎）
- 死神のテスタメント〜menuet of epistula〜（布施鳴海）
- 花色ヘプタグラム（小石川秦）
- 氷華の舞う空に（櫻咲厳三）
- 平グモちゃん-戦国下克上物語-（織田信長）
- 戦極姫4〜争覇百計、花守る誓い〜（太田道灌、今川義元、稲葉一鉄、柴田勝家）

2013年
- 虚ノ少女（黒矢弓弦、九鬼犀造）
- BALDR SKY Zero（ディオニシオ・ウルセライ）
- 魔導巧殻 〜闇の月女神は導国で詠う〜（ギルク・セクリオン）
- レミニセンス（柳沢軍司）

2014年
- レミニセンス Re:Collect（柳沢軍司）

### ドラマCD
- 想い出色の輪舞
- 最凶の男（林）
- 獣神空想御伽草子 第三巻（虎の仲間[73]）
- BLOOD ALONE（金魚屋[74]）
- Fate/Prototype 蒼銀のフラグメンツ Drama CD & Original Soundtrack（ナレーション）
- Yo-Jin-Bo〜蒼月城の魔剣〜（田助、AO）
- ドラマCD 仮面ライダー剣 -切り札の行方-（男性客）

### BLCD
- 犬と欠け月（ジム生）
- 院内感染（ギリアム）
- 王子様の正妃（宮田蒼介[75]）
- 恋まで百輪（沼井）
- ジャングル・キング（マッドベアー〈MB〉）
- 龍王の愛人（皇凱成）

### 吹き替え

#### 映画
2012年
- ミッドナイト・イン・パリ（ポール・ベイツ〈マイケル・シーン〉）
- メン・イン・ブラック3（伍長〈チャーリー・バーネット〉）
- リミットレス

2013年
- アースレイジ（トム〈ハンネス・イェニケ〉）
- キャプテン・フィリップス（兵士4）
- ケイト・レディが完璧な理由（クリス・バンス〈セス・マイヤーズ〉）
- 闘魂先生 Mr.ネバーギブアップ（ベッチャー校長〈グレッグ・ジャーマン〉）
- ハングオーバー!!! 最後の反省会（ニコ〈マイク・ヴァレリー〉）
- プリズナー（ソール・グレガー〈ジェレミー・レナー〉）
- マキシマム・ブロウ（エディ〈ロックリン・マンロー〉）

2014年
- エイリアン・インフェクション（マドスン〈リンドン・ブレイ〉）
- コン・ティキ（ベングト・ダニエルソン〈グスタフ・スカルスガルド〉）
- her/世界でひとつの彼女（チャールズ〈マット・レッシャー〉）
- ブラックホール（マッドハッター）

2015年
- アースフォール（カール〈ブレンダン・マッカーシー〉）
- アポカリプス・トゥモロー（コリン・マーティン〈ライリー・ドルマン〉）
- 刺さった男（ジョニー〈フェルナンド・テヘロ〉）
- ハンガー・ゲーム FINAL: レボリューション（ホームズ〈オミッド・アブタヒ〉）
- PAN 〜ネバーランド、夢のはじまり〜（ロング・ジョン〈ブライアン・ボベル〉）
- ピクセル（コーハン軍曹〈アフィオン・クロケット〉）

2016年
- キリング・サラザール 沈黙の作戦（ジェンセン〈ルーク・ゴス〉）
- グローリー/明日への行進（ジョージ・ウォレス〈ティム・ロス〉）

2017年
- 青い海の伝説（チョ・ナムドゥ〈イ・ヒジュン〉）
- 特捜部Q Pからのメッセージ（アサド〈ファレス・ファレス〉）

2018年
- ハイドリヒを撃て!「ナチの野獣」暗殺作戦（ヤン・クビシュ〈ジェイミー・ドーナン〉）
- バトル・オブ・ザ・セクシーズ

2019年
- アラジン（ジャマル）
- 神と共に 第一章:罪と罰（閻魔大王〈イ・ジョンジェ〉）
- 神と共に 第二章:因と縁（閻魔大王〈イ・ジョンジェ〉）
- ゴールデンスランバー（ムヨル〈ユン・ゲサン〉）
- 特捜部Q カルテ番号64（アサド〈ファレス・ファレス〉）
- バーニング 劇場版（町内会長〈チョン・チャンオク〉）
- ムトゥ 踊るマハラジャ（ラジャセーハラン〈ラグヴァラン〉）

2020年
- ナイト・オブ・シャドー 魔法拳（チュウ知事〈パン・チャンジアン〉）
- 野獣処刑人 ザ・ブロンソン（トーチ〈リース・オースティン〉）
- PMC:ザ・バンカー（マーカス〈ケヴィン・デュランド〉）
- パラサイト 半地下の家族（ユン〈パク・クンノク〉）
- ナイブズ・アウト/名探偵と刃の館の秘密（エリオット警部補〈ラキース・スタンフィールド〉）
- サーホー（謎の男〈ニール・ニティン・ムケーシュ〉）
- 新喜劇王（ホー〈ワン・バオチャン〉）
- 殺人狂騒曲 第9の生贄（ゴリツィン〈ユーリ・コロコルニコフ〉）
- カンフー・モンスター（ソン・ギョクカク〈アレックス・フォン〉）
- ホワイト・ストーム（ラム〈マイケル・ミウ〉）
- 三国志 -周瑜と孫策-（曲軍師〈ジャ・ジンロン〉）
- ストレンジ・アフェア（リチャード・チェイス〈グレッグ・キニア〉）

2021年
- 鬼手（トン〈キム・ヒウォン〉）
- インビジブル・スパイ（ドン〈ホァン・チーチョン〉）
- 孫悟空 vs 猪八戒（孫悟空〈チャン・ユィシェン〉）
- 燃えよデブゴン TOKYO MISSION（ウォン〈ルイス・チョン〉）
- 王朝の陰謀 判事ディーと天空のドラゴン（将軍〈ム・サ〉）
- パーム・スプリングス（エイブ〈タイラー・ホークリン〉）
- 約束の宇宙（トマス・アッカーマン〈ラース・アイディンガー〉）

2022年
- 少林寺 怒りの金剛拳（蔡炎〈ルイス・ファン〉）
- アバター:ウェイ・オブ・ウォーター

2023年
- 刺客（チョウ・チャン〈フー・ジュン〉）
- 人質 韓国トップスター誘拐事件（チェ・ギワン〈キム・ジェボム〉）
- ブラフマーストラ（グル〈アミターブ・バッチャン〉）
- K.G.Fシリーズ（ロッキー〈ヤシュ〉）
  - K.G.F: CHAPTER 1
  - K.G.F: CHAPTER 2

2024年
- PATHAAN/パターン（パターン〈シャー・ルク・カーン〉）
- シャクラ（段正淳〈チョン・シウファイ〉）
- セーヌ川の水面の下に
- 流転の地球 -太陽系脱出計画-（ジャン・ポン〈シャー・イー〉）
- ボーン・トゥ・フライ（チャン・ティン〈フー・ジュン〉）
- クレイヴン・ザ・ハンター

2025年
- プロジェクト・サイレンス（チョン・ヒョンベク〈キム・テウ〉）
- JAWAN/ジャワーン（アーザード〈シャー・ルク・カーン〉）

#### ドラマ
2004年
- ロー&オーダー

2011年
- CSI:ニューヨーク7

2012年
- パワーレンジャー・ミスティックフォース（クロウブスター、ブラス、スカリントン、ブラックランス）
- ホワイトチャペル3 終わりなき殺意
- 誘拐交渉人 裏切りの陰謀

2013年
- ALPHAS/アルファズ
- CSI:ニューヨーク8

2015年
- グレイス&フランキー（コヨーテ・バーグスタイン〈イーサン・エンブリー〉）
- コンティニアム CPS特捜班（エドワード・カガミ〈トニー・アメンドーラ〉）

2016年
- 秘密の扉（ナ・チョルチュ〈キム・ミンジョン〉）

2018年
- 王は愛する

2019年
- グッド・オーメンズ（アジラフェル〈マイケル・シーン〉）

| 2023年 |
- カオスなサマーSeson2
- ボッシュ: 受け継がれるものSeason2 ※Amazon Prime Video

| 2024年 |
- Accidente／アクシデンテ(ダビッド)※Netflix

| 2025年 |
- おつかれさま(サンギル)

#### アニメ
2012年
- アルティメット・スパイダーマン ウェブ・ウォーリアーズ（ドクター・オクトパス）
  - アルティメット・スパイダーマン VS シニスター・シックス（ドクター・オクトパス）

- 超ロボット生命体 トランスフォーマー プライム（ウイリー）

2015年
- おさるのジョージ（ジェリー）

2016年
- アベンジャーズ・アッセンブル（ファルコン）

2020年
- シザー・セブン（ジャック船長）

2021年
- プレイモービル マーラとチャーリーの大冒険（シードッグ）

2022年
- 神々の山嶺（アン・ツェリン）

2023年
- トランスフォーマー アーススパーク（スメルト）

### 特撮
- 魔進戦隊キラメイジャー（2020年、ジョイスティック邪面の声[112]）

### デジタルコミック
- BeeTV 賭博黙示録カイジ（古畑武志）
- BeeTV カノジョは嘘を愛しすぎてる（高樹総一郎[113]）
- BeeTV 寄生獣（泉一之、ナレーション）
- BeeTV 一礼して、キス（三神要）
- BeeTV 近キョリ恋愛（桜田レオ）
- BeeTV 新宿スワン（森長千里）
- BeeTV クロサギ（白石陽一）
- カドカワストア.TV スモークブルーの雨のち晴れ（2023年、久慈の父）[114]

### ラジオ
※はインターネット配信。
- ポンコツラジオ（時期不明、JAM STATION※）[115]
- 転生したらスライムだった件 ジュラの森放送局（2018年 - 2019年、HiBiKi Radio Station※・FRESH LIVE響チャンネル※）[116]

### ラジオドラマ
- Kamakur@Love（皆本大祐）
- 砂の三角形（ドン☆ギボシ）
- SLAVE METALシリーズ（フュー本部長、ライフ・グローデス等）
- 盟勇機バディオーン（鮫島参謀長）

### 舞台
- Professor, My Love.（2002年）
- CANDY☆LOVE〜届けあたしの怨み節〜（2006年）
- 恋ギグ〜乙女ゲーなのにBL〜（2006年、ラン）
- アニメ大国日本（2007年）
- 正義はいつも我にあり（2007年）

### その他
- マルスの赤いスカーフ[117]（2013年、ムルジム役）

### シリーズ一覧
1. ↑  第1期（2011年）、第2期『2』（2012年）
2. ↑  第1期（2011年）、第2期『2』（2011年）
3. ↑  第3期『参』（2011年）、第4期『肆』（2012年）、第5期『伍』（2016年）
4. ↑  第1期（2013年）、第2期（2014年）
5. ↑  第1期（2013年）、第2期『SHINOVI MASTER -東京妖魔篇-』（2018年）
6. ↑  第3期『ふたりはミルキィホームズ』（2013年）、第4期『探偵歌劇 ミルキィホームズ TD』（2015年）
7. ↑  第1期『マギ The labyrinth of magic』（2013年）、第2期『マギ The kingdom of magic』（2013年 - 2014年）
8. ↑  第1クール（2014年）、第2クール（2015年）
9. ↑  第1作『グリザイアの果実』（2014年）、第3作『グリザイアの楽園』（2015年）
10. ↑  2nd Season前半『スターダストクルセイダース』（2014年）、2nd Season後半『スターダストクルセイダース エジプト編』（2015年）
11. ↑  第2期『II』（2014年）、第3期前半『アリシゼーション』（2018年）、第3期後半『アリシゼーション War of Underworld』第1クール（2019年）
12. ↑  第1期（2014年）、第2期『ARAGOTO』（2015年）
13. ↑  第1期（2014年）、第2期『セカンドシーズン』（2015年）、第4期『TO THE TOP』第2クール（2020年）
14. ↑  第1期（2015年）、第2期『風塵乱舞』（2016年）
15. ↑  第1期（2015年）、第4期『IV』（2022年）
16. ↑  第1クール（2015年）、第2クール（2016年）
17. ↑  第1クール『デュラララ!!×2 承』（2015年）、第2クール『デュラララ!!×2 転』（2015年）、第3クール『デュラララ!!×2 結』（2016年）
18. ↑  第1期『1st season』（2016年）、第3期『3rd season 襲撃編』（2024年）
19. ↑  第1期（2016年）、第2期『2nd』（2016年）
20. ↑  第1期（2017年）、第3期『3rd Season』（2024年）
21. ↑  第1シリーズ（2018年）、第2シリーズ（2019年）
22. ↑  第1期（2018年 - 2019年）、第2期第1部（2021年）、第2期第2部（2021年）、第3期（2024年）
23. ↑  第1クール（2019年）、第2クール（2019年）
24. ↑  テレビシリーズ（2019年）、特別編（2021年）
25. ↑  第1期（2019年）、第3期『NEW WORLD』（2023年）
26. ↑  第一部（2021年）、第二部（2022年）
27. ↑  シーズン1/パート1・2（2019年）、シーズン2/パート1（2023年）